# Kai (Yamanashi)
Kai (Japans: 甲斐市, Kai-shi) is een Japanse stad in de prefectuur  Yamanashi. In 2014 telde de stad 73.884 inwoners.

## Geschiedenis
Op 1 september 2004 werd Kai benoemd tot stad (shi). De stad ontstond die dag door het samenvoegen van de gemeenten Futaba (双葉町), Ryuo (竜王町) en Shikishima (敷島町).
Steden:
Chuo · Fuefuki · Fujiyoshida · Hokuto · Kai · Kofu (hoofdstad) · Koshu · Minami-Alps · Nirasaki · Otsuki · Tsuru · Uenohara · Yamanashi

Districten:
Kitatsuru · Minamikoma · Minamitsuru · Nishiyatsushiro · Nakakoma
Gemeenten per district